# Piercia chlorostola
Piercia chlorostola är en fjärilsart som beskrevs av George Francis Hampson 1909. Piercia chlorostola ingår i släktet Piercia och familjen mätare. Inga underarter finns listade i Catalogue of Life.